# Džang Ciji
Zhang Ziyi (章子怡; Peking, 9. veljače 1979.) je kineska glumica i fotomodel.

## Filmografija
- Tigar i zmaj (2000.)
- Rush Hour 2 (2001.) - Hu Li
- Heroj (2002.) - Mjesec
- 2046 (2004.) - Baj Lin
- The Grandmaster (2013.) - Gong Er

## Vanjske poveznice
- Zhang Ziyi u internetskoj bazi filmova IMDb-u (engl.)
- Džang Ciji se ne ponaša kao filmska diva